# Шамаць (громада)
Шамаць (серб. Општина Шамац,хорв. općina Šamac) — боснійська громада, розташована в регіоні Добой Республіки Сербської. Адміністративним центром є місто Шамаць.